# La jove de l'aigua
La jove de l'aigua (títol original Lady in the Water) és una pel·lícula estatunidenca dirigida per M. Night Shyamalan produïda en 2005 i estrenada en 2006 i protagonitzada per Paul Giamatti i Bryce Dallas Howard. És una adaptació d'un conte de fades que el propi director va inventar per als seus fills. És la primera pel·lícula de Shyamalan que no va produir Walt Disney Pictures, sinó Warner Bros. Ha estat doblada al català.

## Sinopsi
Cleveland Heep (Paul Giamatti) treballa com a personal de manteniment en un complex d'apartaments a Filadèlfia quan una nit troba a una misteriosa jove (Bryce Dallas Howard) a les galeries que passen sota la piscina comunitària. Cleveland descobreix llavors que es tracta d'una narf, és a dir, una nimfa sorgida d'un conte de fades que s'ha embarcat en un perillós viatge des del nostre món cap al seu.

## Repartiment
- Paul Giamatti és Cleveland Heep.
- Bryce Dallas Howard és Story.
- Bob Balaban és Harry Farber.
- Jeffrey Wright és Mr. Dury
- Sarita Choudhury és Anna Ran.
- Cindy Cheung és Young-Soon Choi.
- M. Night Shyamalan és Vick Ran.
- Freddy Rodriguez és Reggie.
- Bill Irwin és Mr. Leeds
- Mary Beth Hurt és Mrs. Bell
- Noah Gray-Cabey és Joey Dury.
- Tovah Feldshuh és Mrs. Bubchik

## Producció
La pel·lícula anava a ser produïda per Touchstone Pictures però la idea de Shyamalan no va ser ben rebuda, així que va presentar el projecte a Warner Bros., que aceptaren finançar el film.
La pel·lícula es va rodar prop de Levittown, Pennsilvània. El complex d'apartaments on es desenvolupa la totalitat del film no existeix, es va construir només per la pel·lícula.

### Música
James Newton Howard va escriure la partitura i la banda sonora es va gravar s Hollywood Studio Symphony.

## Crítiques
La pel·lícula va rebre crítiques molt negatives per part de la crítica estatunidenca, collint un 24% de comentaris positius a Rotten Tomatoes i un 36% en Metacritic. Va ser la primera pel·lícula del director a rebre crítiques molt desfavorables en comparació amb altres títols de la seva filmografia, a més de ser un fracàs de taquilla, aconseguint recaptar poc més del pressupost que va costar la producció. D'altra banda, a Europa va ser més ben rebuda per la crítica. Fotogramas li va atorgar quatre estrelles sobre 5 i Cinemanía, 3 i mitja sobre cinc. A IMDb se li atorga un 5,6 sobre 10.
Al llarg dels anys, Lady in the Water ha anat collint admiradors i detractors per parts iguals, convertint-la en una pel·lícula de culte. Hi ha els qui opinen que és un conte fantàstic amb una història realment original i els qui creuen que és una pel·lícula que s'improvisava segons s'anava rodant, sense una història realment sòlida i amb personatges arquetípics.